# 28589 Nisley
28589 Nisley è un asteroide della fascia principale. Scoperto nel 2000, presenta un'orbita caratterizzata da un semiasse maggiore pari a 2,2168153 au e da un'eccentricità di 0,0684972, inclinata di 3,22632° rispetto all'eclittica.